# Masdevallia dura
Masdevallia dura är en orkidéart som beskrevs av Carlyle August Luer. Masdevallia dura ingår i släktet Masdevallia och familjen orkidéer. Inga underarter finns listade i Catalogue of Life.